# Eleonora Czartoryska

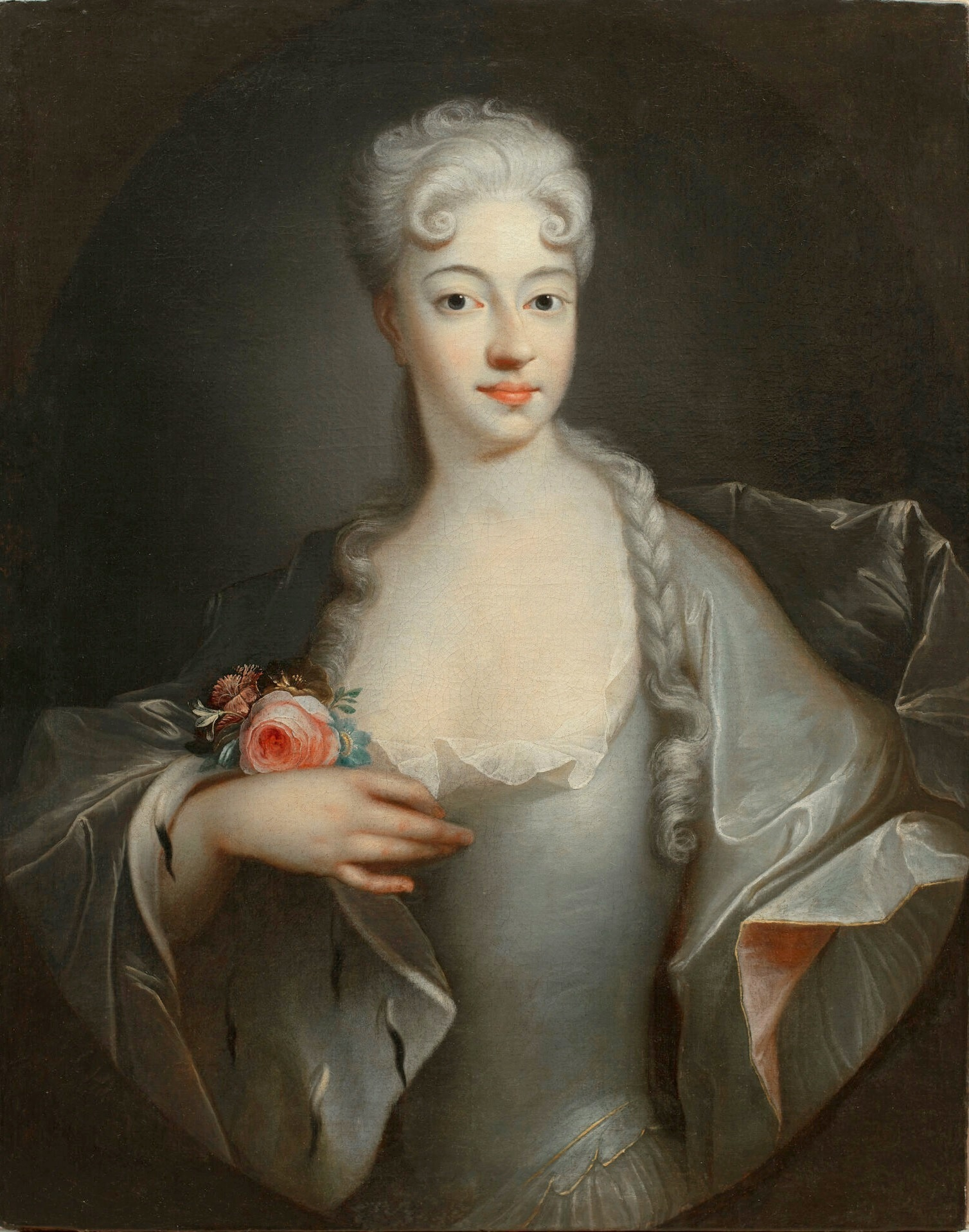
Porträt von Ádám Mányoki in Palastmuseum Wilanów, Warschau

Eleonora Czartoryska (* 1710 in Prag; † 1798 in Zamość) war eine polnische Fürstin. Sie entstammte der Adelsfamilie Waldstein und heiratete in die Magnatenfamilie Czartoryski ein.

## Leben
Eleonora war die Tochter von Johann Anton von Waldstein und seiner Frau Anna von Waldstein. Ihr Ehemann war der Großkanzler von Litauen Michał Fryderyk Czartoryski, den sie 1726 heiratete. Sie war ab 1770 Herrin von Radzymin, erbaute dort das Palais Radzymin mit englischem Garten und stiftete die örtliche Pfarrkirche. Beide Gebäude wurden von Johann Christian Kamsetzer errichtet. Sie förderte die Wirtschaft, Kultur und Bildung in Radzymin. 1794 verließ sie ihren Palast und fuhr mit Daniel Kazimierz Narbutt auf die Güter der Czartoryski in Woutschyn. Nach ihrem Tod wurde sie in der Heilig-Kreuz-Basilika in Warschau beigesetzt.

### Nachkommen
Gemeinsame Kinder des Ehepaars waren 
die Töchter 
- Antonina Czartoryska (1728 – 26. März 1746, Warschau), heiratete Georg Detlev von Flemming am 13. Februar 1744 in Warschau
- Konstancja Czartoryska Flemming (1729–1749), zweite Frau von Georg Detlev von Flemming, starb an Pocken, und
- Aleksandra Ogińska (1730–1798)

sowie der Sohn 
- Antoni Czartoryski (1732–1753)